# بثبول (كورنوال)
بثبول (بالإنجليزية: Bathpool, Cornwall)‏ هي قرية تقع في المملكة المتحدة في كورنوال.